# とちぎわんぱく公園
とちぎわんぱく公園（とちぎわんぱくこうえん）は、栃木県下都賀郡壬生町にある都市公園。正式名称は栃木県とちぎわんぱく公園。
年中無休で開放されており、入園料は無料。高速道路と連結する「道の駅みぶ」に隣接しているため、高速道路上のパーキングエリアから徒歩で入園することも可能。

## 概要
「特色ある公園づくり計画」の第1号として1995年（平成7年）から整備が開始された。2000年（平成12年）9月から約2か月の期間は「第17回全国都市緑化フェア」の栃木県会場として使用され、2001年（平成13年）に都市公園として開園した。

## 主な施設
公式ウェブサイトより。

### 屋外施設
- 夢花壇
- なかよし農園
- ？(はてな)の広場
- 風の原っぱ
  - メルヘンハウス
- バッテリーカーコーナー

- みどりの丘
  - たぬきのめいろ
- ピッピのおやつやさん
- SL展示場
  - C58形5号機を展示。2017年4月にとちのきファミリーランドより移設された。
- わんぱくトレイン（汽車型の園内周遊車）

### 屋内施設

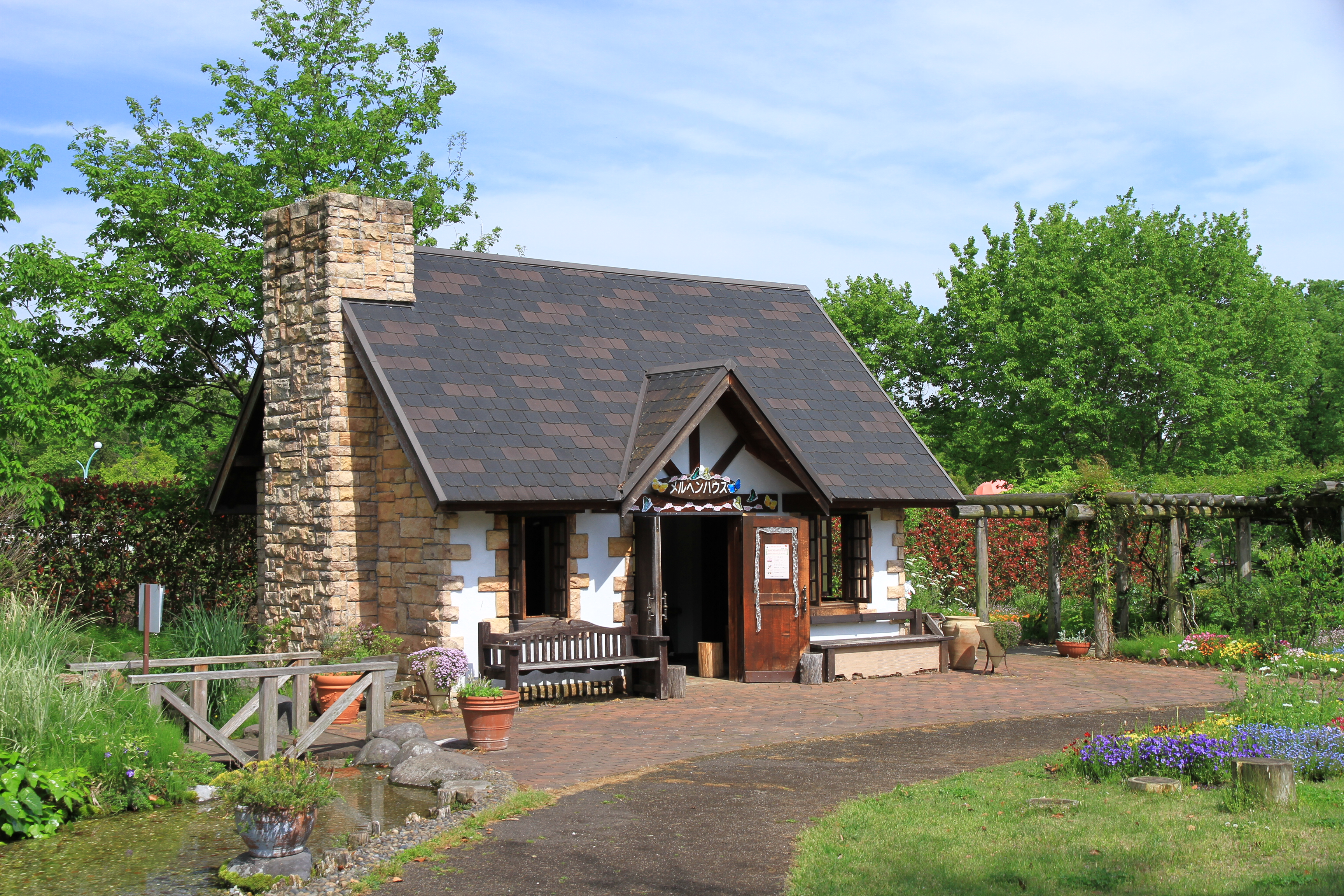
メルヘンハウス
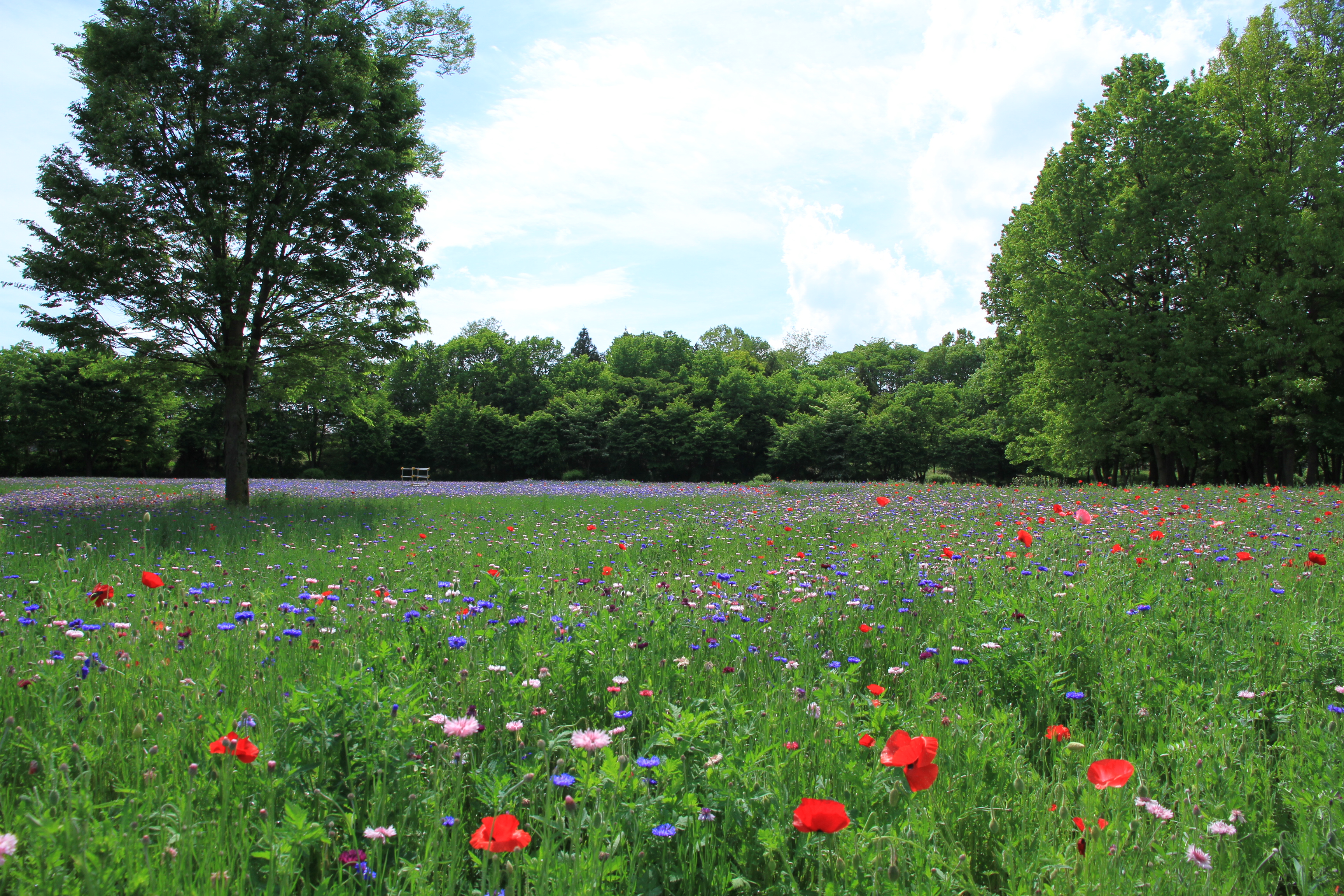
園内に咲くセントーレア
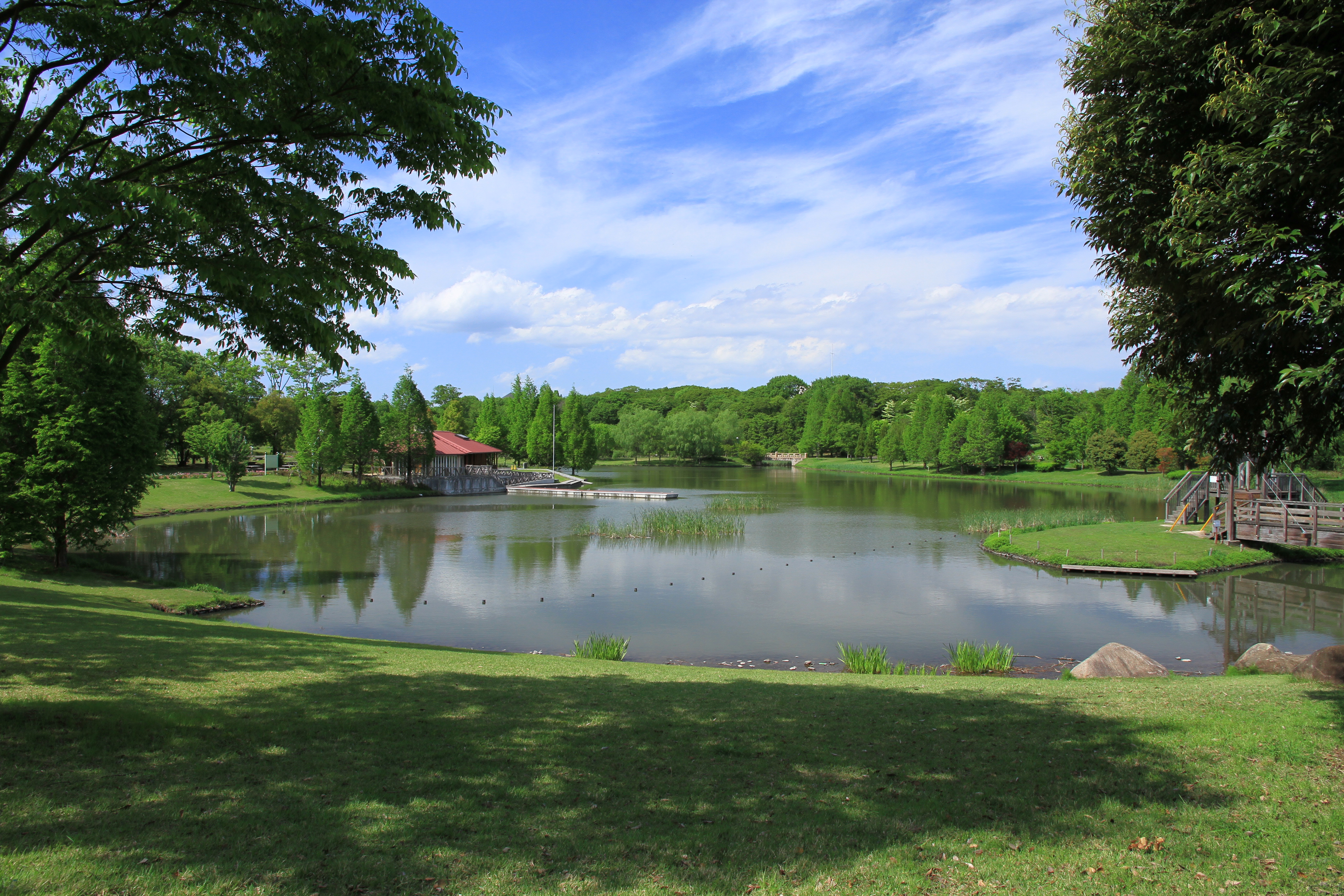
冒険の湖
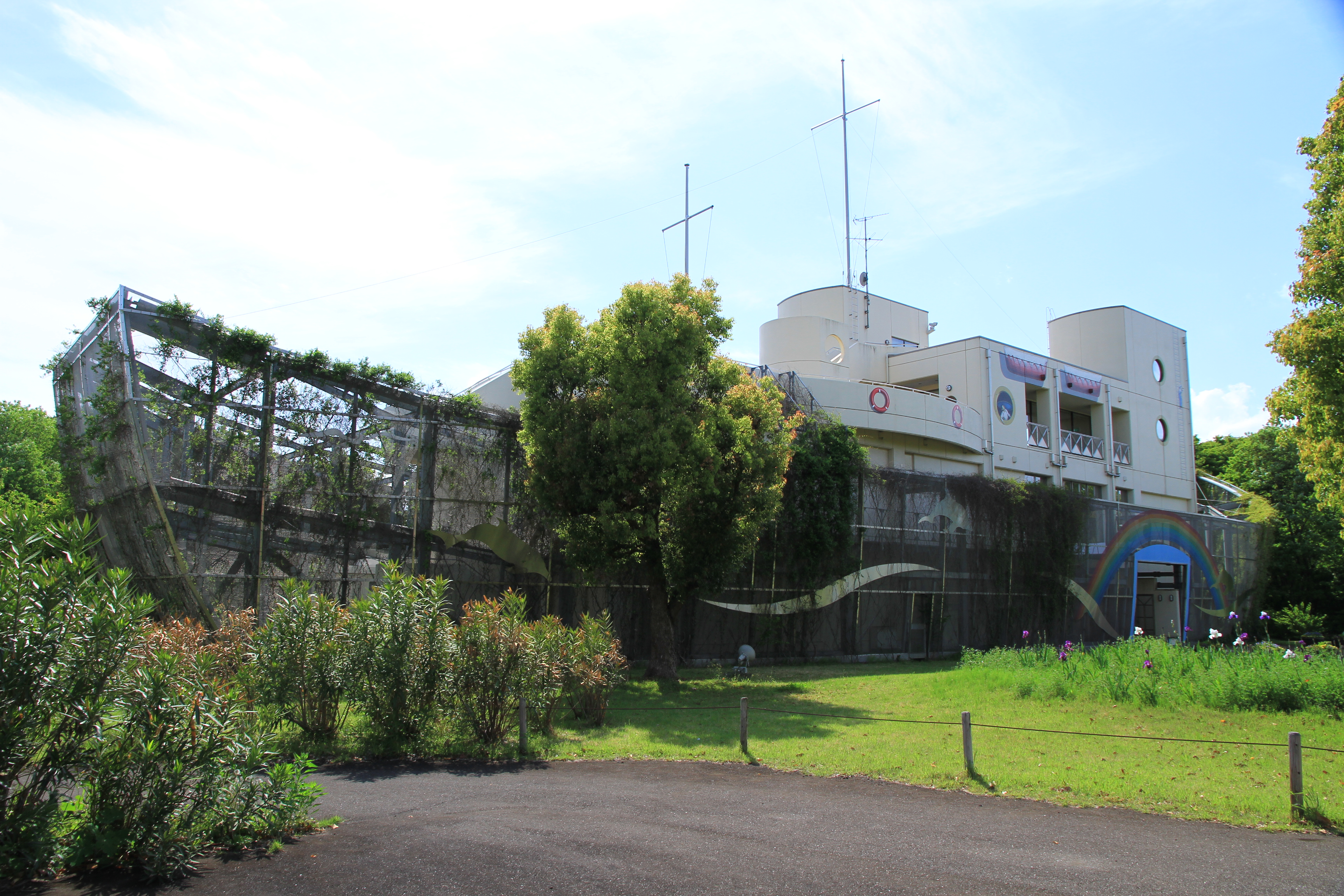
ふしぎの船
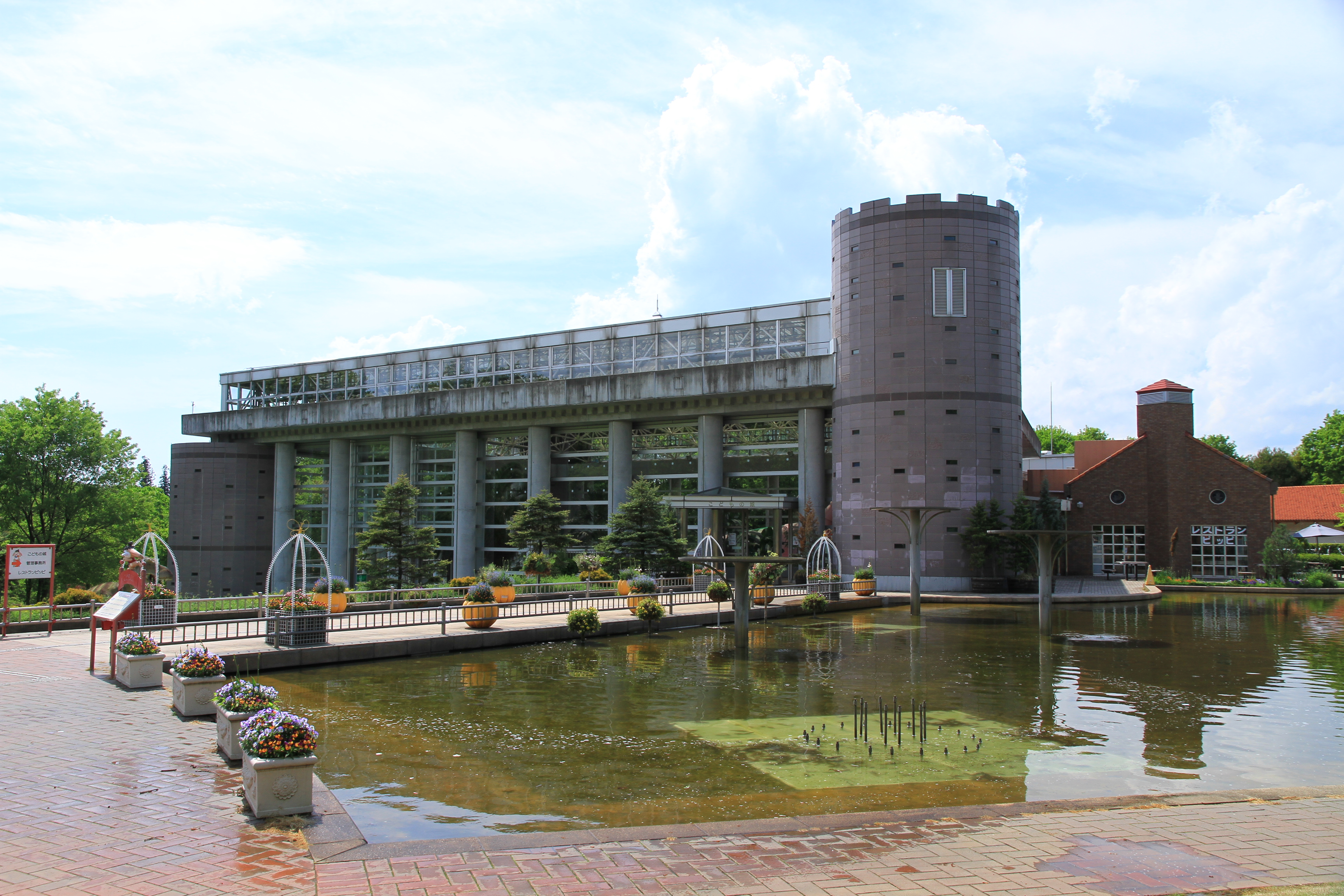
こどもの城
  - 縁日
  - 休憩所ピッピ
- カヌーの家

- ぱなぱなのまち
  - おみやげやさん
  - 駄菓子屋さん
  - ぱなぱな工房
  - レストラン花みどり

- メルヘンハウス
- 園内に咲くセントーレア
- 冒険の湖
- ふしぎの船
- こどもの城

## マスコット
- ピッピ
- ピコ

両者ともスタジオジブリによって制作され、著作権は同社に帰属している。

## 所在地
- 栃木県下都賀郡壬生町大字国谷2273[4]

## 営業時間
営業時間は時期や施設によって異なる。公園は基本年中無休だが、屋内施設は毎週火曜日（祝日の場合はその翌日）と年末年始（12月29日 - 1月1日）が休館日である。
- 3月 - 9月: 8:30 - 18:30[4]
- 10月 - 2月: 8:30 - 17:30[4]

### 屋内施設
- 3月 - 9月：9:30 - 17:00[4]
- 10月 - 2月：9:30 - 16:30[4]
- ふしぎの船：9:30 - 16:00[4]（入館は、閉館の30分前まで）

## アクセス
自動車
E50 北関東自動車道 壬生ICから約3分
徒歩
道の駅みぶ（北関東自動車道 壬生PA）から約2分
東武鉄道 宇都宮線 国谷駅から約22分

## 周辺
- 道の駅みぶ
  - みぶハイウェーパーク
  - 壬生町総合公園
    - 壬生町おもちゃ博物館